# Ron Baensch
Ron Baensch (né le 5 juin 1939 à Melbourne) est un coureur cycliste australien. Actif durant les années 1960 et spécialisé en vitesse sur piste, il a été médaillé des championnats du monde à quatre reprises de 1961 à 1966.

## Biographie
Ron Baensch arrive en Europe avec son frère Kevan en 1960, afin de prendre part aux Jeux olympiques de Rome. Il y prend la quatrième place de la vitesse. Ils s'installent ensuite en Grande-Bretagne puis au Danemark, et Ron Baensch fait carrière sur piste. Vice-champion du monde de vitesse chez les amateurs en 1961, il est trois fois sur le podium du championnat du monde des professionnels de 1964 à 1966.

## Palmarès

### Jeux olympiques
- Rome 1960
  - 4e de la vitesse

### Championnats du monde
- Zurich 1961
  -  Médaillé de bronze de la vitesse amateurs
- Milan 1962
  - Éliminé en quart de finale de la vitesse
- Rocourt 1963
  - Éliminé en quart de finale de la vitesse
- Paris 1964
  -  Médaillé d'argent de la vitesse professionnels
- Saint-Sébastien 1965
  -  Médaillé de bronze de la vitesse professionnels
- Francort 1966
  -  Médaillé d'argent de la vitesse professionnels
- Amsterdam 1967
  - Éliminé en quart de finale de la vitesse
- Rome 1968
  - Éliminé en quart de finale de la vitesse
- Leicester 1970
  - Éliminé en quart de finale de la vitesse

### Autres compétitions
- 1964
  - 3e des Six Jours de Perth
- 1965
  - 3e du Grand Prix de Paris
- 1966
  - 3e des Six Jours d'Anvers
  - 3e du championnat d'Europe de course à l'américaine
- 1967
  - 3e des Six Jours de Madrid
- 1968
  - 3e du championnat d'Europe d'omnium